# Luisa Carlota Sáenz de Viniegra
Luisa Carlota Sáenz de Viniegra y Velasco (Cádiz, 28 de mayo de 1792-Madrid, 18 de abril de 1865), fue una política liberal, escritora y biógrafa española, esposa del liberal José María de Torrijos y Uriarte.

## Biografía
Hija de Manuel Sáenz de Viniegra y Fábrega y Josefa de Velasco y Moreno,contrajo matrimonio con José María Torrijos en 1813, con el cual, durante los primeros años de matrimonio concibió una niña de la cual se desconoce el nombre, a la que ella nunca menciona en sus escrituras, y que murió a una muy temprana edad.  
El 28 de diciembre de 1817, Torrijos fue apresado, aunque sin una acusación clara ni pruebas firmes contra su persona. Pasó 84 días encerrado en la prisión de Alicante antes de ser trasladado a las cárceles de la Inquisición de Murcia de las que no sería liberado hasta dos años después a pesar de tener esta oportunidad en una ocasión, que rechazó pensando que su prisión enfatizaba la causa de la libertad, y pese a las súplicas de su esposa, quien activamente mantuvo informado al brigadier durante su arresto, pasando información a escondidas durante la noche todos los días de su encierro e incluso durante una de sus visitas en la cual, fue capaz de pasarle una nota con información esencial e incluso, como llegó a suplicar a Fernando VII ser encerrada junto a él una vez ya se encontraba en Murcia, como ella misma afirma en la biografía que posteriormente escribió. 
El primer día de 1820 el general Rafael del Riego, se alzó en Andalucía, restableció la constitución de 1812 y finalmente, el 29 de febrero de ese mismo año, Juan Escalante y los hombres que capitaneaba liberaron a Torrijos y sus compañeros. 
Luisa y su marido regresaron a Madrid al poco de su liberación donde no se les teme por radicales y ambos continúan conspirando, permanecen allí hasta la llegada de Los Cien Mil Hijos de San Luis en 1823 tras lo cual saldrían al exilio.  
Aunque José María y Luisa se retiraron a Blackheath nunca supuso esto el abandono de sus planes políticos para España y, mientras que Torrijos se dedicaba al estudio de Napoleón, este planeaba ya su regreso. En 1828 el panorama cambiaba para los exiliados liberales, en ese año, tras la muerte del zar Alejandro I en 1825, Juan VI abrió el paso al liberalismo en Portugal en 1826, en 1828 Los Cien Mil Hijos de San Luis abandonan España y Viniegra narra tras esto la vuelta de su marido a las actividades conspiradoras.  
Lo cierto es que desde su exilio causó un gran nerviosismo en los políticos realistas y la monarquía española que presionó para que tanto a él como a Luisa se les quitasen las ayudas del gobierno inglés a lo que el duque de Wellington cedió en 1829. Privados de ayudas como antiguo aliado de Napoleón y a ella como esposa de emigrado él tuvo que volver a dedicarse a la traducción, eligiendo esta vez las memorias del general William Miller, como nos narra Alvargonzález en su libro. 
En julio de 1830, Carlos X de Francia pierde la corona ante la nueva corriente revolucionaria en toda Europa; Torrijos decide que este es el momento de entrar en acción.
José María, finalmente, partió a Gibraltar sin la compañía de su esposa debido al peligro de la misión según el mismo remarca, y desde donde planeó el levantamiento fallido de 1831 y por el cual Fernando VII ordenó su fusilamiento junto a otros cuarenta y ocho hombres, ignorando este todos los intentos de los familiares, entre ellos Viniegra, de frenar la ejecución. 
Cabe destacar que durante los años en Gibraltar ella continuó siendo partícipe de la política y conspiraciones de su marido con el cual intercambia cartas bajo pseudónimos. 
Muerto José María, Luisa partió de nuevo al exilio, esta vez en Francia, donde reside hasta después de la muerte del monarca en 1833. Una vez en España luchará por conseguir los derechos que le pertenecen por viudedad, consiguiendo finalmente que la regente le concediera en 1838 las remuneraciones y el título de condesa de Torrijos que le pertenecía al general. Además pasó los siguientes treinta años escribiendo la detallada biografía de su esposo, recopilando información tanto de él como de sus amigos más cercanos y convirtiéndose así, junto con María Cruz Romeo, en las biógrafas de dos de los personajes más ilustres de la historia de España. Su libro vio la luz en 1860 bajo el título Vida del general D. José María de Torrijos y Uriarte. En ese mismo año publicó como un segundo volumen de dicha biografía el principio de un libro sobre la vida militar que José María comenzó a escribir durante su estancia en las prisiones de la Inquisición.